# Lepus granatensis
Lepus granatensis (tên tiếng Anh: Granada hare) là một loài động vật có vú trong họ Leporidae, bộ Thỏ. Loài này được Rosenhauer mô tả năm 1856.

## Hình ảnh

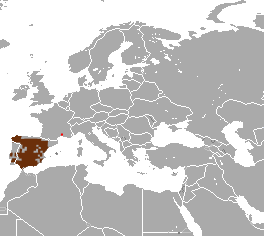
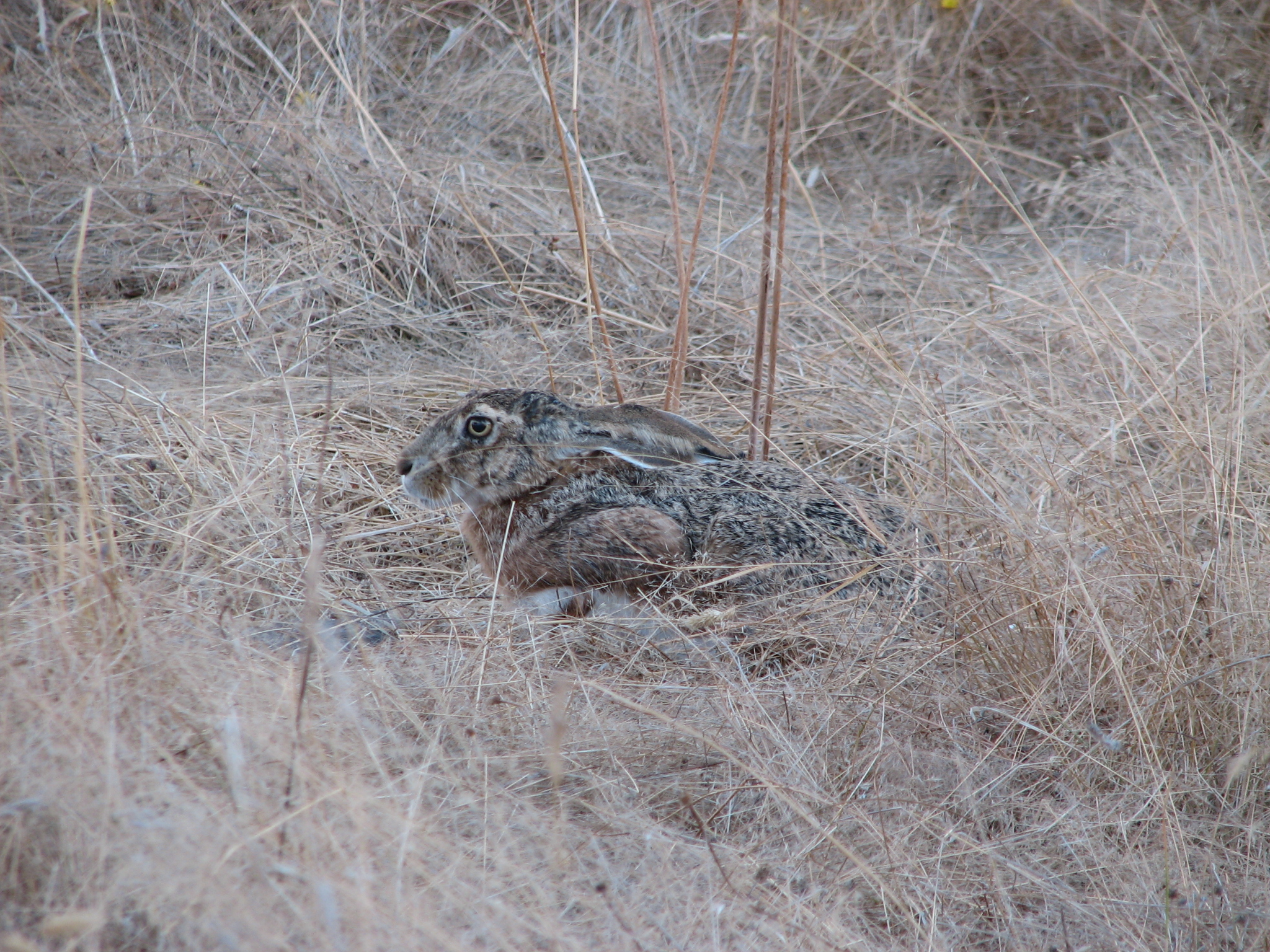
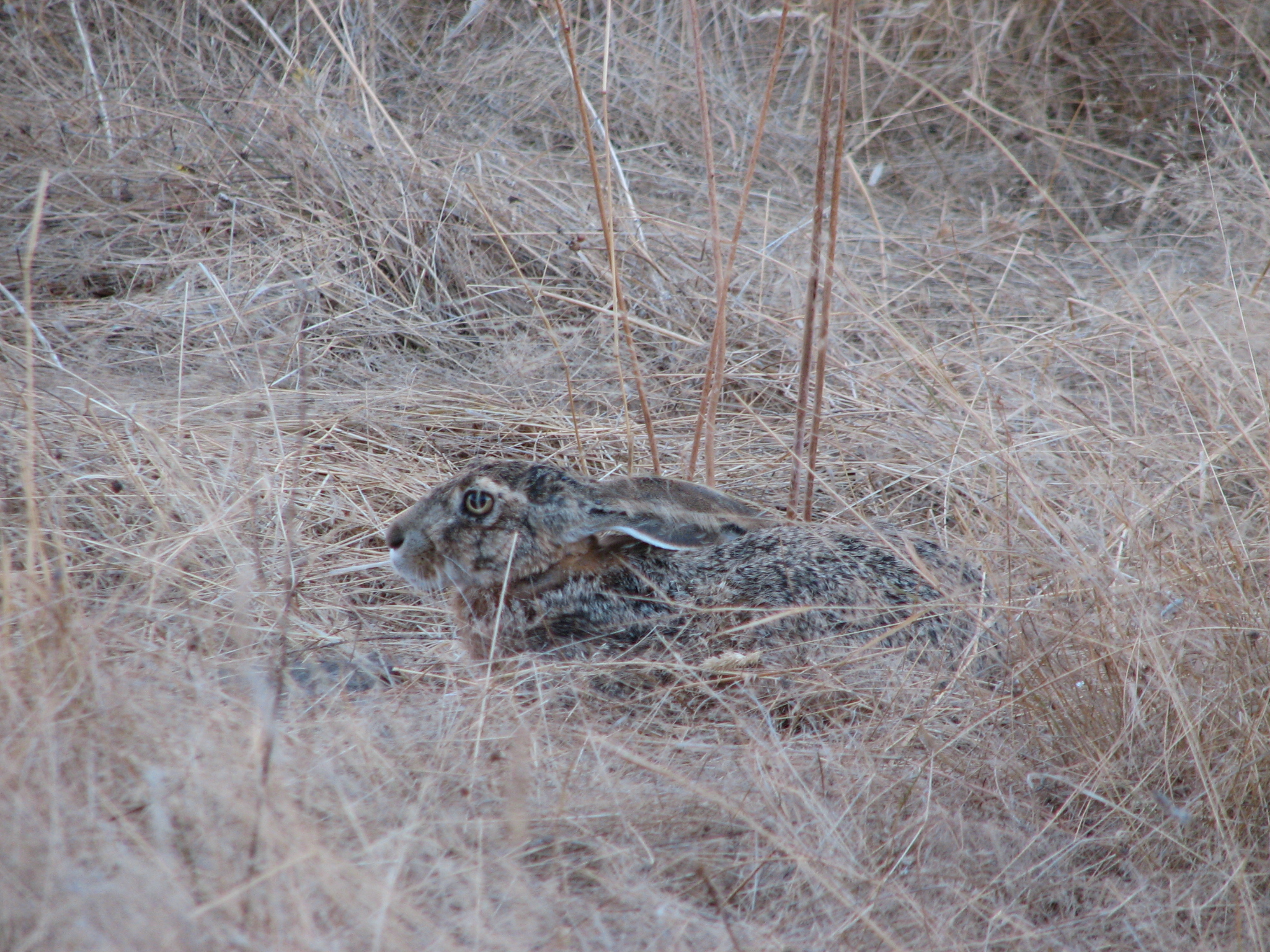
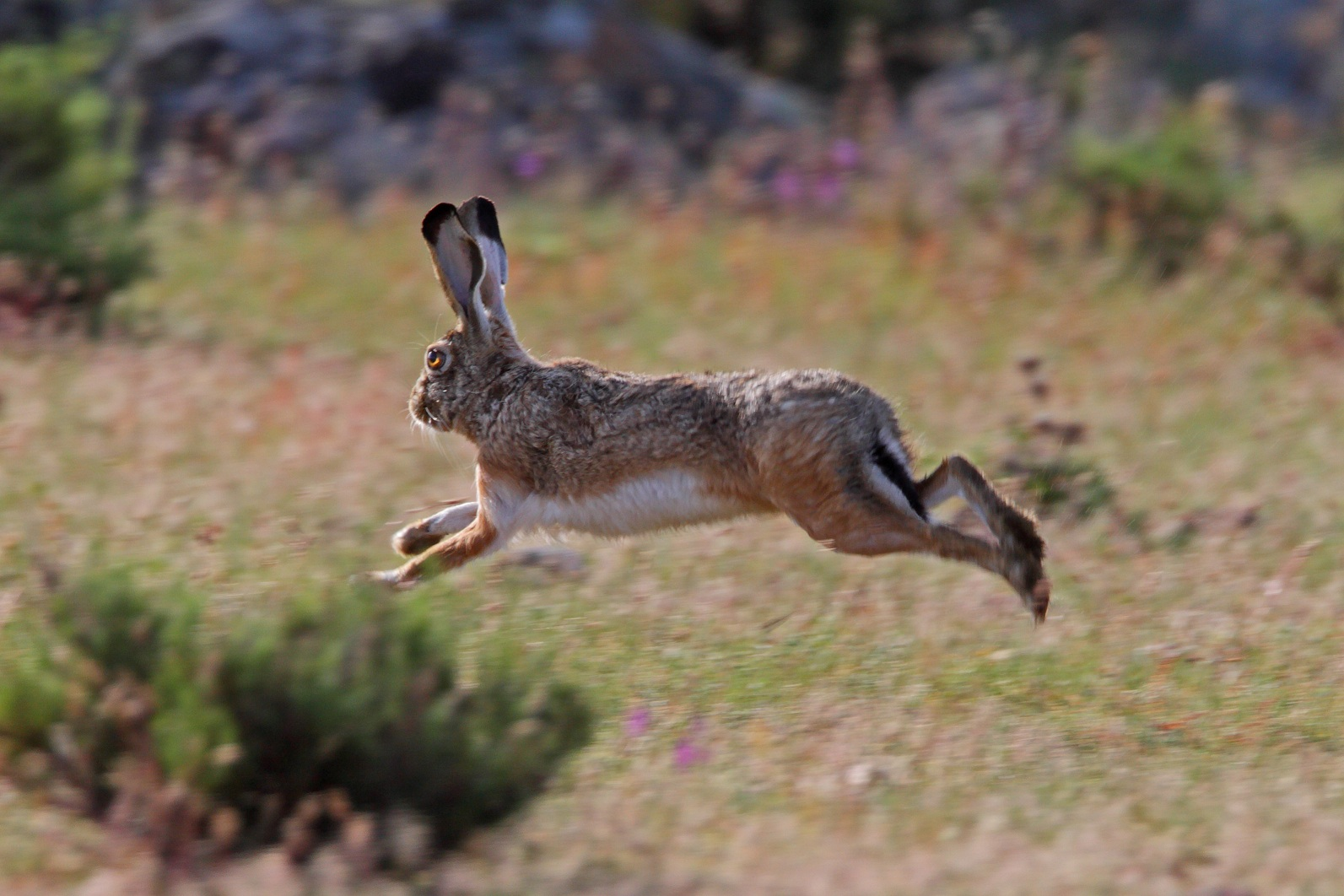